# 青森県道130号桔梗野富田線
青森県道130号桔梗野富田線（あおもりけんどう130ごう ききょうのとみたせん）は、青森県弘前市を通る一般県道である。

## 概要
弘前市樹木4丁目で青森県道126号久渡寺新寺町線から分岐・東進し、弘南鉄道大鰐線 弘前学院大前駅の北側で交差して青森県道127号石川土手町線に合流する。

### 路線データ
- 起点：弘前市大字富田字桔梗野[1]
- 終点：弘前市大字富田[1]

## 歴史
- 1961年（昭和36年）2月10日 - 県道に認定される[1]。

## 地理

### 交差する道路
- 青森県道126号久渡寺新寺町線（弘前市大字富田字桔梗野、起点）
- 青森県道127号石川土手町線（弘前市大字富田、終点）

### 沿線の施設など
- ハルル樹木（サンデー、さとちょう）
- 弘前市立第四中学校
- 弘前学院大学
- 弘南鉄道大鰐線 弘前学院大前駅
- 弘前大学
- 弘前市立文京小学校
- 弘前警察署 枡形交番
- 弘前市立第三中学校